# Arnouville-lès-Mantes
Arnouville-lès-Mantes là một xã thuộc tỉnh Yvelines, trong vùng Île-de-France, Pháp, khoảng 9 km về phía nam của Mantes-la-Jolie.
Tên gọi của Arnouville bắt nguồn từ một từ gốc Đức, Arno, và tiếp vĩ ngữ tiếng Latin, villa.
Người dân địa phương trong tiếng Pháp gọi là Arnouvillois.

## Địa lý
Xã Arnouville-lès-Mantes nằm trên cao nguyên Mantois. Các xã giáp ranh là: Breuil-Bois-Robert và Guerville về phía bắc, Rosay và Villette về phía tây, Boinville-en-Mantois và Hargeville về phía đông, Septeuil và Saint-Martin-des-Champs về phía nam.

## Biến động dân số
| 1793 | 1800 | 1806 | 1821 | 1831 | 1836 | 1841 | 1846 | 1851 |
| ---- | ---- | ---- | ---- | ---- | ---- | ---- | ---- | ---- |
| 604  | 619  | 635  | 665  | 635  | 660  | 670  | 635  | 634  |

| 1856 | 1861 | 1866 | 1872 | 1876 | 1881 | 1886 | 1891 | 1896 |
| ---- | ---- | ---- | ---- | ---- | ---- | ---- | ---- | ---- |
| 605  | 603  | 586  | 549  | 534  | 520  | 529  | 510  | 472  |

| 1901 | 1906 | 1911 | 1921 | 1926 | 1931 | 1936 | 1946 | 1954 |
| ---- | ---- | ---- | ---- | ---- | ---- | ---- | ---- | ---- |
| 422  | 453  | 429  | 396  | 425  | 353  | 364  | 399  | 379  |

| 1962                                         | 1968 | 1975 | 1982 | 1990 | 1999 | - | - | - |
| -------------------------------------------- | ---- | ---- | ---- | ---- | ---- | - | - | - |
| 469                                          | 450  | 508  | 551  | 699  | 742  | - | - | - |
| Số liệu kể từ 1962 : dân số không tính trùng |      |      |      |      |      |   |   |   |

## Hành chính
| Danh sách các thị trưởng               |           |                 |      |         |
| Giai đoạn                              | Giai đoạn | Tên             | Đảng | Tư cách |
| tháng 3 năm 2001                       | 2008      | Michel Taillard |      |         |
| mars 2008                              | 2014      | Michel Taillard |      |         |
| Tất cả các dữ liệu trước đây không rõ. |           |                 |      |         |